# Marco Lucchesi
Marco Americo Lucchesi (nació el 9 de diciembre de 1963, en Río de Janeiro) es un poeta, novelista, memorialista y ensayista brasileño.
Entre su amplia producción, contemplada por diversos premios, destacan: Sphera, Meridiano Celeste y Bestiario y Clio (poesía); El don del crimen y El bibliotecario del emperador (novelas); Saludos del Paraíso y Los ojos del desierto (memoria); La Memoria de Ulises y El Cartero Inmaterial (ensayos).
Fue presidente de la Academia Brasileña de Letras entre 2017 y 2022.
Sus libros han sido traducidos al árabe, rumano, italiano, inglés, francés, alemán, español, persa, ruso, turco, polacos, hindi, sueco, húngaro, urdu, bengalés, latín y esperanto. Fue editor de las revistas Poesia Sempre, Tempo Brasileiro (de 2007 a 2015 – vol. 171 a 203) y Mosaico Italiano (de 2005 a 2008 – ed. 21 a 52). Entre 2012 y 2017 fue director de la fase VIII de la Revista Brasileira da ABL, habiendo coordinado la publicación de los números 70 a 93. Es miembro del consejo de la Editora da UFRJ (2016-2020), así como de varias revistas científicas y literarias de Brasil, América Latina y Europa. 
Notoria su actuación en defensa de los derechos humanos, como su constante presencia en comunidades y prisiones cariocas, mediante proyectos literarios y educativos. Por cuenta de las actividades que desarrolla, en 2017 fue homenajeado con el nombre de dos bibliotecas: la biblioteca de la Escuela Estatal Profa. Sonia María y la biblioteca de la Escuela Estatal Angenor de Oliveira Cartola, ambas en el Complejo Penitenciario de Bangu 4, Río de Janeiro.
Pertenece a varias instituciones, entre las que destacamos la Academia de Lisboa de Ciencias, la Academia Lucchese di Scienze, Lettere e Arti, la Sociedad Brasileña de Geografía, la Academia Fluminense de Letras y el movimiento de Humanos Derechos.